# Зуби Гатчінсона
Зуби Гатчінсона (англ. Hutchinson's teeth) — симптом уродженого сифілісу. Входить як складова частина тріади Гатчінсона. Зуби при цьому симптомі менші за розміром й розташовані ширше, ніж зазвичай, і мають виїмки на кусальних поверхнях.
Симптом названий на честь британського лікаря Джонатана Гатчінсона, який вперше його описав.